# Frankie Faison
Frankie Faison est un acteur américain né le 10 juin 1949 à Newport News en Virginie aux États-Unis. Il a joué de nombreux seconds rôles au cinéma et à la télévision, notamment celui de Barney, le gardien d'asile dans la trilogie Hannibal Lecter : Le Silence des agneaux (1991), Hannibal (2001) et Dragon rouge (2002). Il joue aussi des rôles récurrents dans les séries Banshee ou The Wire.

## Biographie
Il fait sa première apparition devant une caméra en 1974 dans la pièce Le Roi Lear retransmise dans l'émission Great Performances. Opposé à James Earl Jones, il joue le personnage du capitaine d'Edmond qu'il décrit comme étant un rôle « Spear carrier (en) », bien qu'une page du New York Times lui soit dédié à l'époque.
Il retrouve l'année suivant à Broadway le directeur Edwin Sherin (en) dans la pièce Of Mice and Men (en) et également James Earl Jones, étant la doublure de ce dernier.
En 1980, il joue le rôle de l'homme dans le hall dans le film Permanent Vacation de Jim Jarmusch. Sa présence dans le long métrage a failli le faire expulser de son syndicat, le film étant  non syndiqué.

## Filmographie
Sauf indication contraire, les informations mentionnées dans cette section peuvent être confirmées par la base de données cinématographiques IMDb,  présente dans la section « Liens externes ».

### Cinéma
- 1980 : Permanent Vacation : Man in lobby
- 1981 : Ragtime : Gang Member No. 1
- 1982 : A Little Sex : Electrician
- 1982 : La Féline (Cat People) : Det. Brandt
- 1982 : Hanky Panky : Cop Driver
- 1984 : C.H.U.D. : Sgt. Parker
- 1984 : Exterminator 2 : Be Gee
- 1986 : Une baraque à tout casser (The Money Pit) : James
- 1986 : Maximum Overdrive : Handy
- 1986 : Le Sixième Sens (Manhunter) de Michael Mann : Lt. Fisk
- 1988 : Un prince à New York (Coming to America) : Landlord
- 1988 : Mississippi Burning : Eulogist
- 1989 : Do the Right Thing : Coconut Sid
- 1990 : Le Mariage de Betsy (Betsy's Wedding) : Zack Monroe
- 1991 : Le Silence des agneaux (The Silence of the Lambs) de Jonathan Demme : Barney Matthews
- 1991 : City of Hope : Levonne
- 1992 : Freejack de Geoff Murphy : Eagle Man
- 1993 : Sommersby : Joseph
- 1993 : Money for Nothing : Madigan
- 1994 : Les Complices (I Love Trouble) de Charles Shyer : Police Chief
- 1995 : Heading Home
- 1995 : Un ménage explosif (Roommates) : Professor Martin
- 1996 : Les Stupides (The Stupids) : The Lloyd
- 1996 : Nuit noire (Mother Night) : Robert Sterling Wilson
- 1996 : Albino Alligator : Agent Marv Rose
- 1996 : Sombres Soupçons (The Rich Man's Wife) : Detective Ron Lewis
- 1997 : Julian Po : Sheriff Leon
- 1998 : Jaded : Henry Broker
- 1999 : Orson Welles Sells His Soul to the Devil : Carter
- 1999 : Oxygen : FBI Agent Phil Kline
- 1999 : Thomas Crown (The Thomas Crown Affair) : Detective Paretti
- 1999 : A Little Inside : Tom Donner
- 2000 : En toute complicité (Where the Money Is) : Security Guard
- 2001 : Gina, an Actress, Age 29 : Albert
- 2001 : The Sleepy Time Gal : Jimmy Dupree
- 2001 : Hannibal : Barney
- 2001 : Les Pieds sur terre (Down to Earth) : Whitney Daniels
- 2001 : Thirteen Conversations About One Thing : Richard 'Dick' Lacey
- 2002 : Showtime : Lt. Winship
- 2002 : Dragon rouge (Red Dragon) : Barney Matthews
- 2003 : Gods and Generals : Jim Lewis
- 2004 : Highwaymen : La Poursuite infernale (Highwaymen) : Will Macklin
- 2004 : America Brown : Coach Bryant
- 2004 : FBI : Fausses blondes infiltrées (White Chicks) : Section Chief Elliott Gordon
- 2004 : Messengers : Tom Mabry
- 2004 : Barbecue Party (The Cookout) : Jojo Andersen
- 2004 : Crutch : Jerry
- 2004 : En bonne compagnie (In Good Company) : Corwin
- 2006 : Premium : Phil
- 2007 : My Blueberry Nights : Travis
- 2008 : Meet the Browns : L.B.
- 2008 : Une nuit à New-York : Le vendeur de tickets
- 2009 : Adam de Max Mayer : Harlan
- 2009 : Splinterheads : Pope
- 2009 : L'Assistant du vampire (Cirque du Freak: The Vampire's Assistant) de Paul Weitz : Rhamus Twobellies
- 2009 : For Sale by Owner : Gene Woodman
- 2009 : Breaking Point (en) : Juge Green
- 2011 : Mayor Cupcake : Lenny Davis
- 2012 : Rodeo Princess : Augustus
- 2013 : Tio Papi : Gilly
- 2014 : Clipped Wings, They Do Fly : Mayor Goode
- 2014 : Assumption of Risk : Dr. Paulson
- 2014 : Away from Here : Carl
- 2016 : Liv : Roland
- 2016 : Smoke Filled Lungs : Stanley
- 2017 : Jésus, l'enquête (The Case for Christ) de Jon Gunn : Joe Dubois
- 2019 : The killing of Kenneth Chamberlain de David Midell : Kenneth Chamberlain
- 2020 : The Grudge de Nicolas Pesce : William Matheson
- 2022 : Emmett Till de Chinonye Chukwu

### Télévision
- 1974 : Great Performances : Captain
- 1979 : Hot Hero Sandwich (série)
- 1983 : Sessions : Intern
- 1990 : Common Ground
- 1990 : True Colors (série) : Ron Freeman (1990-1991)
- 1994 : The Spider and the Fly : Lt. Turner
- 1995 : Les Langoliers (The Langoliers) : Don Gaffney
- 1997 : OZ : Père de Jefferson Keane
- 1998 : ADN, menace immédiate (Prey) (série) : Ray Peterson
- 1998-1999 : La Force du destin (All My Children) (série) : Frank Dawson
- 2001 : Appelez-moi le Père Noël ! (Call Me Claus) : Dwayne
- 2002 - 2008 : Sur écoute (The Wire) (série) : le préfet de police Ervin H. Burrell (47 épisodes)
- depuis 2006 : Grey's Anatomy : William Bailey (4 épisodes - en cours)
- 2007-2008 : New York, unité spéciale : l'agent du FBI Tom Nickerson (saison 8, épisode 19 et saison 9, épisode 12)
- 2010 : Lie to Me : Teddy (saison 3, épisode 8)
- 2013 - 2016 : Banshee : Sugar Bates (38 épisodes)
- 2016 : Luke Cage : Pop
- 2020 : The Expanse : Charles
- depuis 2022 : The Rookie : Christopher « Cutty » Clark (2 épisodes - en cours)
- depuis 2022 : The Rookie: Feds : Christopher « Cutty » Clark (17 épisodes - en cours)
- 2025 : Ballard : Grand-père de Samira Parker (1 épisode - en cours)